# Redaktor
Redaktor (fran. redactuer) je prevzeta beseda za osebo, ki dela v redakciji; tudi urednik.
- redaktor je tisti, ki dela, naredi, da dobi objavi namenjeno besedilo, gradivo ustrezno obliko, razporeditev
- redaktor je tisti, ki dela, da dobi kako besedilo vsebinsko, jezikovno ustreznejšo obliko; tudi pregledovalec, popravljalec teksta